# Lion (famiglia padovana)
I Lion (o, più precisamente da Lion) furono una famiglia aristocratica padovana.

## Storia
I Lion legano il loro nome all'omonima località che sorge poco più a sud di Padova. Si distinsero durante la signoria carrarese come sostenitori di quest'ultima e ricoprirono importanti ruoli in ambito politico, culturale, economico e religioso. La loro potenza fu ridimensionata con l'arrivo della Serenissima (1405).
Nel Quattrocento un ramo assunse il feudo di Sanguinetto e lo condivise con i Venier e i Martinengo: tre membri di queste famiglie avevano infatti sposato le figlie di Gentile da Leonessa. Il 20 marzo 1548 la famiglia ottenne il titolo di "conti di Sanguinetto" dal doge Francesco Donà.
Esistettero però altre linee che non si fregiavano del titolo comitale: all'inizio dell'Ottocento se ne contavano in tutto quattro e di queste una era contraddistinta dal secondo cognome Busca. I loro membri furono confermati nobili dall'Impero austriaco.

## Lion Cavazza
Questo ramo aveva il doppio cognome per eredità, avendo i fratelli Giacomo e Antonio di Girolamo Lion sposato, rispettivamente, Laura e Francesca di Gabriele Cavazza; i Cavazza erano una famiglia veneziana di ascendenza tedesca i cui membri si erano distinti soprattutto nella cancelleria. Gli stessi Giacomo ed Antonio, assieme a Girolamo Cavazza, zio delle consorti, riuscirono ad entrare nel patriziato veneziano nel 1652, grazie a un'offerta di ben duecentomila ducati.
Ultima rappresentante dei Lion Cavazza fu Elisabetta Marianna Teresa, che nel 1805 aveva sposato Benedetto Niccolò Filippo Cappello.